# Грейс-период
Грейс-период (англ. grace period) — льготный период уплаты процентов по кредиту. При применении льготного периода проценты за пользование денежными средствами не начисляются вообще или их величина существенно ниже базовой ставки. Часто используется в применении к кредитным картам, а также картам с овердрафтом.

## Основные виды
- Льготный период по каждой операции (кредитному траншу). В этом случае проценты не начисляются в течение определенного срока (льготного периода) после даты совершения операции. Проценты начисляются, но не взимаются в случае успешного погашения задолженности.
- Льготный период по совокупности операций, совершенных в отчётном периоде. В этом случае для использования льготного периода необходимо полностью или частично погасить задолженность по истечении определенного срока со дня окончания периода. Строго говоря, в данном случае величина льготного периода не является фиксированной и разнится для операций, сделанных в первый день отчётного периода (максимальный срок, как правило указываемый в рекламе) и в последний день (минимальный срок).

В случае непогашения ссудной задолженности полностью и в указанный срок заемщику начисляются проценты на сумму задолженности, таким образом использования льготы по уплате процентов не происходит.
Финансовая математика грейс-периода построена в основном на предположении, что заемщик не сможет или не захочет погасить всю сумму полностью и в срок и вынужден будет оплатить проценты, которые порой выше, чем по аналогичным картам без льготного периода. Кроме того, банк частично покрывает свои издержки за счёт получения комиссии с точек продаж за использование карты в торговых операциях.
В то же время при дисциплинированном подходе использование грейс-периода несёт выгоду заёмщику, так как позволяет ему кратковременно пользоваться заёмными средствами без уплаты их стоимости. Тогда как собственные средства могут быть размещены на депозите и генерировать процентный доход.
Как правило, банки предлагают кредитные карты с грейс-периодом под "ноль" процентов на короткий период, якобы на выгодных условиях для клиентов, например тем, кто открывает депозитный вклад с значительной минимальной суммой. Дополнительно, банки включают в кредитный договор пункты об обязательных платежах, которые составляют определённый процент от взятого кредита, также взимают процент за обналичивание средств на кредитной карте. Как правило, сумма этих процентов больше процента по депозитному вкладу, для того, чтобы исключить размещение средств банка на депозите клиента.
Поскольку пользование кредитными средствами в льготный период является бесплатным, очень важно правильно определить его срок действия. Существует 3 способа исчисления сроков льготного периода по кредитным картам:
- от даты покупки
- от «старта» отчетного периода
- со дня формирования выписки

Расчет после первой покупки (от даты покупки). Удобнее и проще всего пользоваться картами с фиксированным льготным периодом заимствования – установленным фиксированным количеством дней беспроцентного периода. За точку отсчёта грейс-периода банки берут день первой покупки.
Расчет на основе отчётного периода. Самая распространенная схема расчёта льготного периода, которая доступна в большинстве отечественных кредитно-финансовых организаций. Данная методика довольно сложна, в связи с чем, на сайтах некоторых банков есть калькуляторы для расчета льготного периода.
В ряде банков расчётный период рассчитывается индивидуально – со дня формирования выписки. Чтобы выяснить продолжительность беспроцентного периода, необходимо знать точную дату составления последней выписки по лицевому счёту.
Как правило, льготный период действует на:
- Безналичные расчеты по карте в эквайринговых терминалах;
- Покупки в интернете с использованием реквизитов карты;
- Плату за годовое обслуживание и смс-информирование.

Льготный период не действует на:
- Снятие наличных в банкомате;
- Переводы с карты на карту;
- Переводы в сторонние банки;
- Переводы на электронные кошельки.

Однако встречаются банки, в которых льготный период распространяется на операции по снятию наличных и на переводы по реквизитам в пользу ИП и юридических лиц.